# Chekerboura
Le chekerboura (Azéri : şəkərbura) est un dessert azerbaïdjanais,.
Le chekerboura est une pâtisserie sucrée azerbaïdjanaise populaire, mangée notamment à Bakou lors de la Norouz.